# Dinastia jaguelônica
Jaguelônica (português brasileiro) ou Jaguelónica (português europeu) (em polonês/polaco: Jagiellonowie), também referidos como Jaguelões ou Jagelões (em limburguês: jogailos; em francês: Jagellon; em russo: Iáguelòv), foram uma dinastia real originada na Lituânia, que reinou em alguns países da Europa Central (atualmente Lituânia, Bielorrússia, Polônia, Ucrânia, Letônia, Estônia, Caliningrado, partes da Rússia, Hungria) entre os séculos XIV e XVIII. Em polonês, a dinastia é conhecida como Jagiellonowie, principal família real existente na Polônia, (singular: Jagiellon); em lituano é chamada Jogailaičiai (singular: Jogailaitis), em bielorrusso Ягайлавічы чэрні (Jagajłavičy, singular: Ягайлавіч, Jagajłavič), em húngaro Jagellók (singular: Jagelló), e em tcheco Jagellonci (singular: Jagellonec; adjetivo: Jagellonský).
O nome provém de Jogaila (em polonês/polaco: Jagiełło), depois Ladislau II, o primeiro rei polonês daquela dinastia. Membros da dinastia eram grão-duques da Lituânia (1377–1392 e 1440–1572), reis da Polônia (1386–1572), reis da Hungria (1440–1444 e 1490–1526), e reis da Boêmia (1471–1526). A família era um ramo da dinastia lituana Gediminaičių.

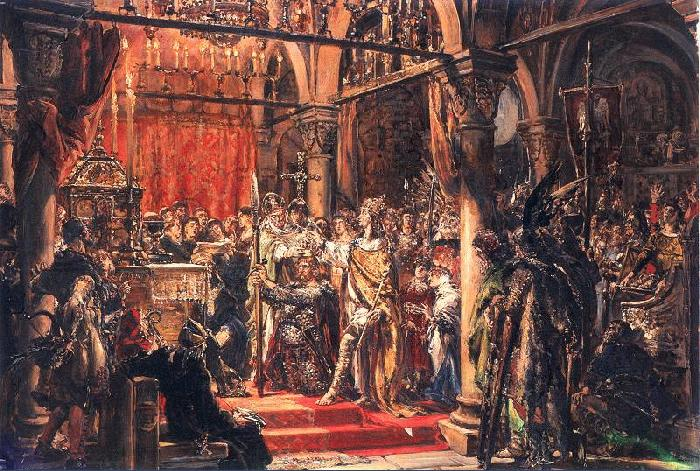
A coroação de Jogaila, primeiro rei polonês da dinastia Jaguelônica.

Jogaila, Grão-Duque da Lituânia e fundador da dinastia na Polônia, tornou-se rei da Polônia como Ladislau II após converter-se ao Cristianismo e casar-se com Santa Edviges da Polônia, segundo as regras da dinastia angevina da Polônia. Pode-se dizer que a dinastia piasta (c.962–1370) tenha sido encerrada com a morte de Casimiro III, embora Edviges ainda pertencesse à linhagem dos Piastes.
A união dinástica entre os Polônia e Lituânia - que só se converteu em união administrativa plena em 1569 - é a razão para o título comum "Polônia-Lituânia" quando se refere àquela área, da Baixa Idade Média em diante. Um jaguelônico governou brevemente a Polônia e a Hungria (1440–44) e dois outros governaram a Boêmia e a Hungria (1490–1526). 
Os reis jaguelônicos na Polônia-Lituânia são listados abaixo, com os respectivos períodos de reinado:

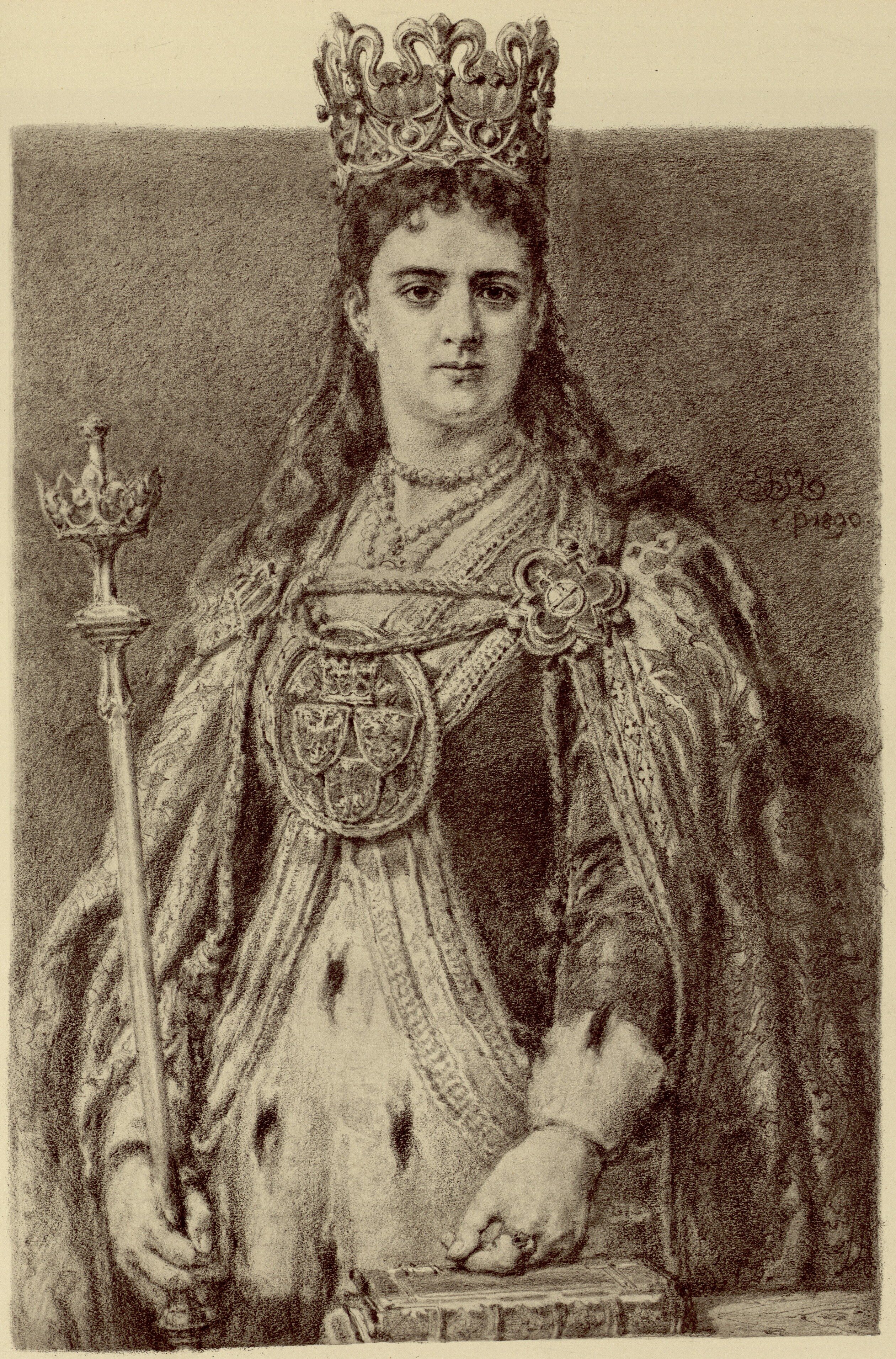
Edviges de Anjou

- Ladislau II (na Lituânia 1377–1401; na Polônia 1386–1434)
- Ladislau III (1434–1444)
- Casimiro IV (1447–1492)
- João I (1492–1501)
- Alexandre (1501–1505)
- Sigismundo, o Velho (1506–1548)
- Sigismundo Augusto (1548–1572)

O herdeiro de Sigismundo eram sua irmã, Anna Jagiellon, que morreu sem deixar herdeiros. Catarina Jaguelônica, irmã mais nova de Sigmund, se casou com o Duque João da Finlândia mais tarde João III Vasa da Suécia; como consequência, o ramo principal dos jaguelônicos fundiu-se com a Casa de Vasa, que governou a Polônia de 1587 até 1668.
Os jaguelônicos até certo ponto também estabeleceram controle dinástico sobre os reinos da Boêmia e Hungria, com Ladislau Jaguelão seguido por seu filho Luís Jaguelão. Porém, depois da morte súbita de Luís, a linhagem real foi extinta.